# Spirita Társulat
A Spirita Társulat egy 2014-től kezdve működő, független budapesti színházi társulás, amely alapítása óta összesen 17 produkciót mutatott be a fővárosban. A kompánia anyaszínháza 2014-től 2019-ig a Bethlen Téri Színház volt; ezen kívül rendszeresen dolgoztak a Spinoza Színházban, a Fészek Művészklubban, a Magyar Nemzeti Galériában és a Szépművészeti Múzeumban is.

## Előadások
- William Shakespeare: Rómeó & Júlia (2014, Bethlen Téri Színház, ford.: Nádasdy Ádám, rend.: Egressy G. Tamás)
- Szophoklész: Antigoné 015 (2015, Bethlen Téri Színház, ford. és rend.: Egressy G. Tamás)
- William Shakespeare: Hamlet: Let That Motherf*cker Burn (2015, Bethlen Téri Színház, ford.: Nádasdy Ádám, rend.: Egressy G. Tamás)
- Egressy G. Tamás: Pusztuló (2016, Bethlen Téri Színház, rend.: Egressy G. Tamás)
- William Shakespeare: Macbeth (2017, Bethlen Téri Színház, ford.: Kállay Géza, rend.: Egressy G. Tamás)
- Jean-Paul Sartre: Zárt tárgyalás (2017, Bethlen Téri Színház, ford.: Hegedűs Zoltán, rend.: Egressy G. Tamás)
- Korcsmáros András: Túlvilági utazók (2017, Eötvös10 Közösségi és Kulturális Színtér, rend.: Egressy G. Tamás)
- Neil LaBute: Bársonyos reggel (2017, Spinoza Színház, ford. és rend.: Egressy G. Tamás)
- Aaron Sorkin: iJobs (2017, Bethlen Téri Színház, ford. és rend.: Egressy G. Tamás)
- William Shakespeare: #SzentivánéjiÁlom (2018, Bethlen Téri Színház, ford.: Nádasdy Ádám, rend.: Egressy G. Tamás)
- Egressy G. Tamás: Jazzkéz & Whisky (2018, Bethlen Téri Színház, rend.: Egressy G. Tamás)
- Andrew Neiderman: A Sátán ügyvédje (2018, Bethlen Téri Színház, Fészek Művészklub, koprodukció a TükörKép Társulattal, ford. és rend: Egressy G. Tamás)
- Agatha Christie: 10 kicsi néger (2018, Bethlen Téri Színház, ford. és rend.: Egressy G. Tamás)
- Neil LaBute: Bársonyos reggel II. (2019, Fészek Művészklub, ford. és rend.: Egressy G. Tamás)
- Stuart Hazeldine: V.I.Z.S.G.A. (2019, Fészek Művészklub, koprodukció a TükörKép Társulattal, ford. és rend.: Egressy G. Tamás)
- Egressy G. Tamás: Mindennapi kenyerünket (2019, Fészek Művészklub, FÉM Színház, rend.: Egressy G. Tamás)
- Larry Cohen: Fülke (2019, Spinoza Színház, ford. és rend.: Egressy G. Tamás)
- Egressy G. Tamás: Addams Family (TM) (2020, Bethlen Téri Színház, rend.: Egressy G. Tamás)

## Társulati tagok
- Bittner Dániel (színész)
- Csizmadia Orsolya (színész)
- Egressy G. Tamás (író, rendező, színész)
- Fejér Máté (színész)
- Galambos Zsófi (színész)
- Gádor Gellért (technikus)
- Gulyás Ádám (színész)
- Harsányi Lea (színész)
- Katics Veronika (látványtervező)
- Kocsis Fülöp Soma (színész)
- Korbeák Norbert (látványtervező)
- Korcsmáros András (színész)
- Korcsmáros Felícia (színész)
- Krausz Gábor (színész)
- Kuna Kata (színész)
- Papp Janó (jelmeztervező)
- Pásztor Máté (színész)
- Rácz Zsuzsanna (a rendező munkatársa)
- Simon Ferenc István (látványtervező)
- Ternai Kri (a rendező munkatársa, színész)

## Játszóhelyek
- Bethlen Téri Színház - Rómeó & Júlia (2014), Antigoné 015 (2015), Hamlet: Let That Motherf*cker Burn (2015), Pusztuló (2016), Zárt tárgyalás (2017), Macbeth (2017), iJobs (2017), #SzentivánéjiÁlom (2018), Jazzkéz & Whisky (2018), A Sátán ügyvédje (2018), Tíz kicsi néger (2018), Addams Family (TM) (2020)

- Fészek Művészklub - A Sátán ügyvédje (2019), Bársonyos reggel (2019), V.I.Z.S.G.A. (2019), Mindennapi kenyerünket (2019)

- Spinoza Színház - Bársonyos reggel (2016), Túlvilági utazók (2017), Fülke (2019)

- Művelődési Szint (MüSzi) - Bársonyos reggel (2016)

- Eötvös 10 Kulturális Színtér - Túlvilági utazók (2017)

- FÉM Színház - Mindennapi kenyerünket (2020)